# Lee Pearson

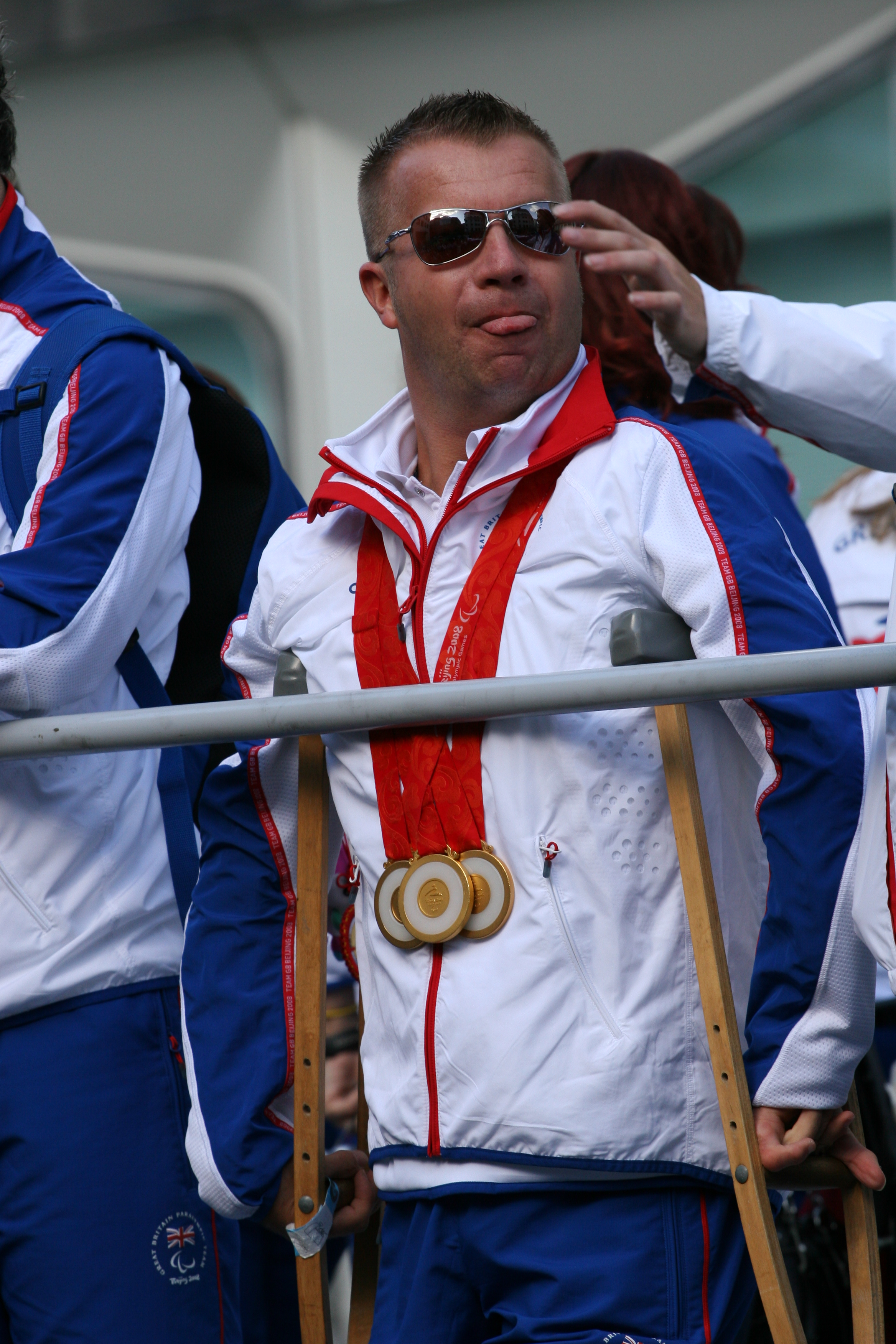
Lee Pearson (2008)

Sir David Lee Pearson CBE (* 4. Februar 1974) ist ein britischer Para-Dressurreiter.

## Leben
Lee Pearson ist der jüngste der drei Söhne des Ehepaars Lynda und Dave Pearson. Pearson wurde mit Arthrogryposis multiplex congenita geboren wurde. In seiner Kindheit wurde er fünfzehnmal operiert. 1980 erlangte er erstmals öffentliche Aufmerksamkeit, als er den Children of Courage Award erhielt und von Margaret Thatcher in 10 Downing Street präsentiert wurde. Lee Pearson besuchte zunächst eine Sonderschule bei Cheddleton, konnte jedoch dank der Bemühungen seiner Eltern mit neun Jahren in eine Regelschule wechseln. 
Sein erstes Reittier, einen Esel namens Sally, erhielt er als Kind von seinen Eltern, da er seine Knie und Knöchel nicht bewegen konnte und daher nicht, wie seine älteren Brüder, auf einem BMX-Rad fahren konnte. Mit neun Jahren erhielt er ein Pony als Weihnachtsgeschenk, mit 15 Jahren kaufte er sich ein ehemaliges Rennpferd. Das Interesse an Pferden lag in der Familie, schon Lee Pearsons Urgroßvater hatte als Experte für diese Tiere gegolten. Pearson arbeitete in einem Supermarkt, bis ihn die Paralympics in Atlanta 1996 auf den Gedanken brachten, sich ganz dem Reiter zu widmen. Zu seinen besten Pferden gehören Blue Circle Boy, auch Gus genannt, und Golden Gentleman. Pearson hat inzwischen eine eigene Pferdezucht.

## Sportliche Erfolge
Lee Pearson ist der Wettkampfklasse Grade II (bis 2016 als Grade Ib bezeichnet) zugeordnet. 
Bei den Paralympics in Sydney (2000), Athen (2004) und Hongkong (2008) gewann er die maximal mögliche Anzahl von neun Goldmedaillen. Bei seinen „Heimspiel“ in London (2012) gewann er nur in der Mannschaftswertung die Goldmedaillen, in den Einzelwertungen gab es eine Silber- und eine Bronzemedaille. Vier Jahre später in Rio de Janeiro war er nicht Teil der britischen Mannschaft, gewann jedoch Silber im Championshiptest und in der Kür sein elftes paralympische Gold. Daneben erreichte vierzehn Weltmeister- und fünf Europameistertitel.
Pearson tritt auch gegen nichtbehinderte Konkurrenten an und siegte hier etwa in Hickstead auf nationaler Ebene. Er wurde zur BBC Midlands Sports Personality of the Year gewählt und erhielt den Sportsman of 2004 Award des Daily Telegraph sowie zahlreiche weitere Auszeichnungen.
Auf Grund seiner sportlichen Erfolge wurde er 2001 in den Order of the British Empire als Member aufgenommen, 2005 zum Officer und 2009 zum Commander erhoben. 2017 folgte die Ernennung zum Knight Bachelor.